# Huxi
Le canton de Huxi   (chinois : 湖西鄉 ; pinyin : húxī xiāng ; Wade : Hu²-hsi¹ Hsiang¹ ; pe̍h-ōe-jī : Ô͘-sai-hiong ; Pha̍k-fa-sṳ : Fù-sî-hiông) est un canton rural du comté de Penghu (îles Pescadores) à Taïwan. Il est situé sur la partie ouest de l'île principale de Penghu et constitue le plus grand canton du comté de Penghu. 

## Histoire
Le canton de Huxi était administré sous le nom de village Kosei (湖西庄)  pendant la colonisation japonaise. De 1920 à 1926, le village relevait du district de Hōko dans la préfecture de Takao (zh) (japonais : 高雄州, Takao shū ; pinyin : Gāoxióng zhōu). En 1926, les Pescadores ont été transférés au département de Hōko (zh) (japonais : 澎湖廳, Hōko chō ; pinyin : Pénghú tīng) ; le village fut transféré dans la sous-préfecture de Makō Subprefecture (馬公支廳)  .

## Géographie

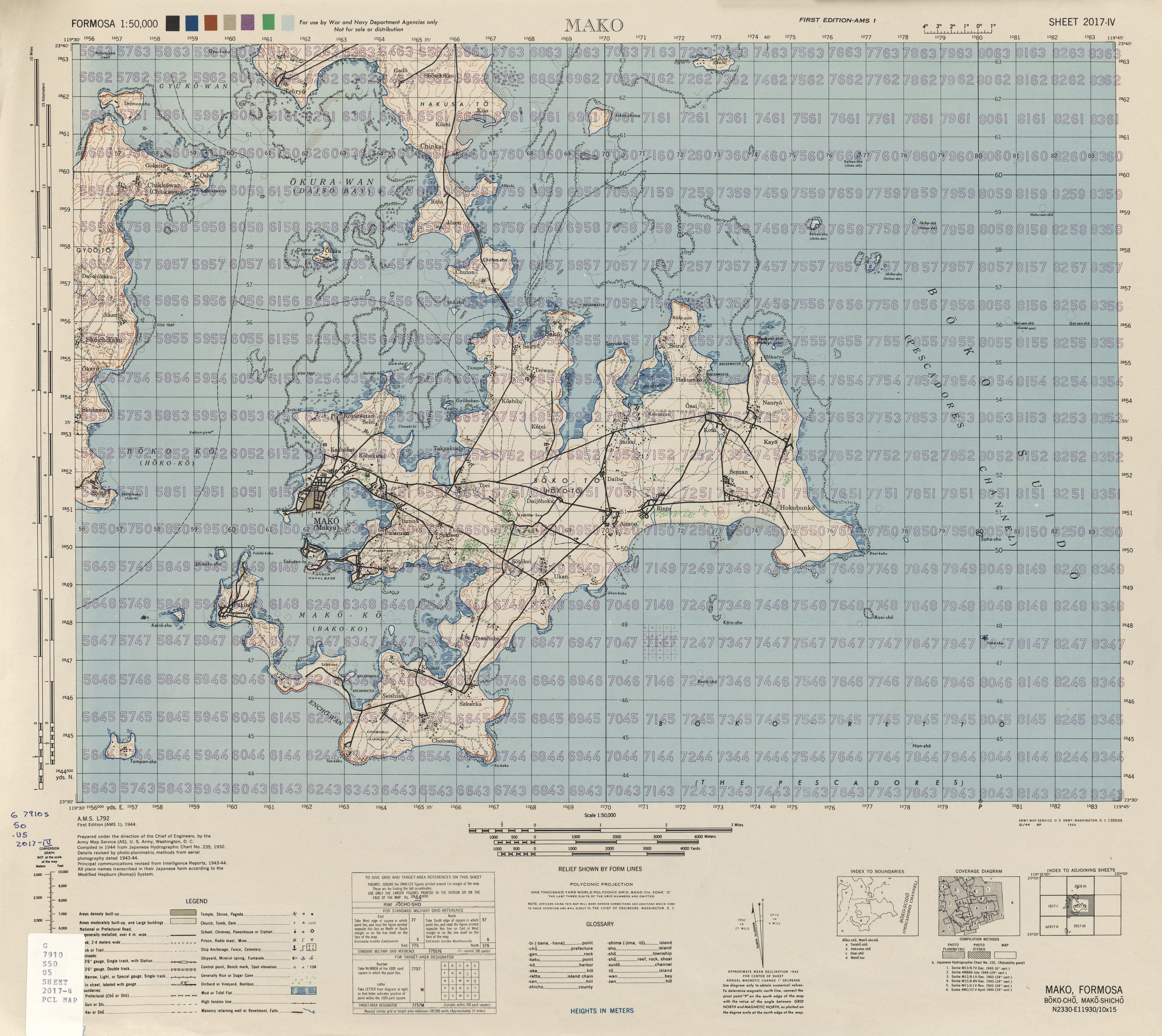
Carte incluant Huxi (Ōsai) (1944)

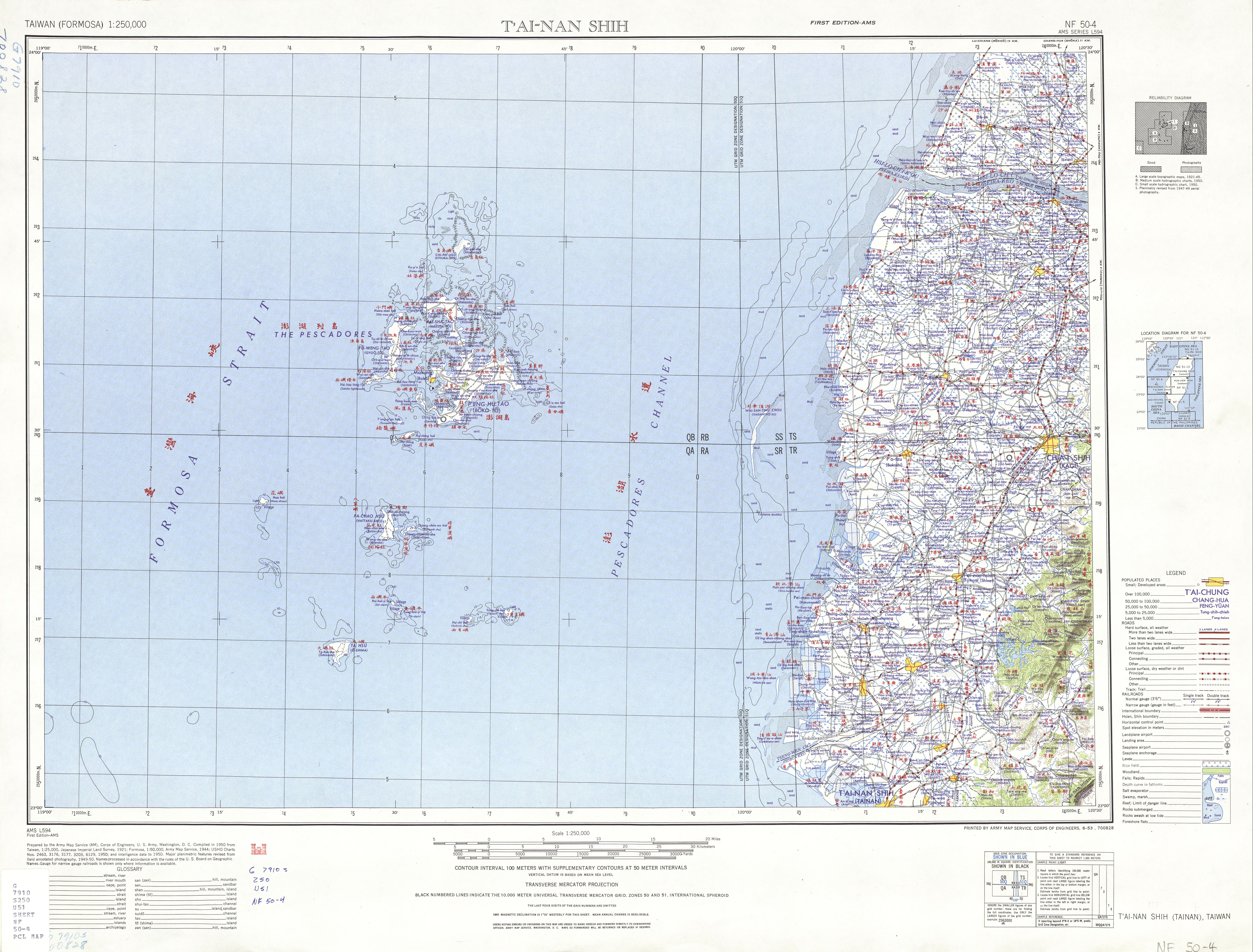
Carte incluant Huxi ((Ōsai) 湖西) (1950)

Le canton de Huxi comprend dix îles mineures et compte de nombreux villages, dont le village de Guoye, qui est célèbre pour son lever de soleil car il se trouve à l'angle le plus à l'est de l'île principale de Penghu. Le village de Beiliao (北寮) est considéré comme un bel endroit avec une vue sur la mer et une colline.

## Politique et gouvernement

### Divisions administratives
Le canton de Huxi est divisé en 22 villages ruraux,,: 
- Aimen (隘門村)
- Baikeng (白坑村)
- Beiliao (北寮村)
- Chengbei (城北村)
- Chenggong (成功村)
- Dingwan (鼎灣村)
- Dongshi / Dongshih (東石村)
- Guoye (果葉村)
- Hongluo (紅羅村)
- Hudong (湖東村)
- Huxi (湖西村)
- Jianshan (尖山村)
- Lintou (林投村)
- Longmen (龍門村)
- Nanliao (南寮村)
- Qingluo (青螺村)
- Shagang (沙港村)
- Xixi (西溪村)
- Taiwu (太武村)
- Tanbian (潭邊村)
- Xujia (許家村)
- Zhongxi (中西村)

## Infrastructure
- Centrale électrique de Chienshan

## Attractions touristiques
- Parc Lintou

## Personnalités liées au canton
- Chen Kuang-fu (zh) (chinois : 陈光复), magistrat du comté de Penghu (2014-2018)
- Chen Kuei-miao (zh) (chinois : 陈癸淼), maire suppléant de Tainan (1985)
- Cheng Mei-Chu (zh) (chinois : 郑美珠), artiste, né en 1966